# Dosquebradas
Dosquebradas – miasto w zachodniej Kolumbii, w departamencie Risaralda. Około 192 tys. mieszkańców.